# Рив-дю-Луар-ан-Анжу
Рив-дю-Луар-ан-Анжу (фр. Rives-du-Loir-en-Anjou) — муніципалітет у Франції, у регіоні Пеї-де-ла-Луар, департамент Мен і Луара. Рив-дю-Луар-ан-Анжу утворено 1 січня 2019 року шляхом злиття муніципалітетів Сусель i Вільвек. Адміністративним центром муніципалітету є Вільвек. Населення — 5641 особа (01.01.2021).